# Apelación final
Apelación final (título original: Final Appeal) es un drama del año 1993 de Eric Till con Brian Dennehy y JoBeth Williams en los papeles principales.

## Argumento
Christine Biondi está casada y tiene una hija y un hijo, pero su marido la maltrata. Su hermano Perry Sundquist es un abogado, pero también un alcohólico depresivo. Se encuentra en un estado lamentable y, por lo tanto, no puede ayudarla. Cuando también le retiran la licencia, piensa que todo ha acabado para él. Luego la policía arresta a Christine por el asesinato de su marido, a pesar de que lo mató en defensa propia con una pistola. Además no es defendida adecuadamente, ya que todos, también su abogado, lo veneran. Finalmente, la fiscalía también es imparcial en este asunto y hace todo lo posible para condenarla aludiendo asesinato premeditado. Los medios de comunicación también la someten a un linchamiento.
Todo esto hace que Perry despierte de su letargo y decide hacer todo lo posible para defenderla. Así recibe en su profesión una segunda oportunidad, cuando le permiten defender a su hermana por motivos familiares ante los tribunales. Estudia el caso y descubre Inconsistencias. Se descubre también, que la amenazó con un gran cuchillo, por lo que su hijo lo ocultó, con el fin de disuadirlo de utilizarlo algún día. Se alió entonces con un oficial de la policía, que tenía que ver con este asunto antes de que el marido de Christine murió, y que también estaba convencido de que la maltrataba.
Durante las investigaciones del policía es amenazado por la fiscal responsable para que no continúe investigando el caso. Incluso le amenaza con despedirlo. Finalmente, con la ayuda de Perry, él da con una prueba definitiva que confirma que ella lo mató en defensa propia. Así la declaran inocente por asesinato, pero la declaran culpable por homicidio con circunstancias atenuantes. Se le informa al juez lo que hizo la fiscal y se da a entender que su futuro inminente será sombrío. Perry deja luego de ser abogado para ocuparse de sus hijos mientras Christine esté en la cárcel. Un año después, Christine sale de la cárcel.

## Reparto
- Brian Dennehy - Perry Sundquist
- JoBeth Williams - Christine Biondi
- Tom Mason - Ed Biondi
- Ashley Crow - Dolores Brody
- Lindsay Crouse - Dana Cartier
- Eddie Jones - Detective Ayers
- Michael Beach - Detective Thorne